# 피렌체 미술 아카데미
피렌체 미술 아카데미(이탈리아어: Accademia di belle arti di Firenze)는 이탈리아 토스카나주 피렌체 비아 리카솔리와 산마르코 광장에 있는 미술 아카데미이다.
1563년 조르조 바사리의 영향을 받아 코시모 1세 데 메디치가 설립했다. 미켈란젤로, 벤베누토 첼리니 등 유명 예술가들이 피렌체 미술 아카데미와 관련이 있는 것으로 알려졌다.
이탈리아의 다른 국립 미술 아카데미와 마찬가지로 피렌체 미술 아카데미는 1999년 12월 21일자 법률 제508호에 따라 자율적인 학위 수여 기관이 되었으며 이탈리아 교육 및 연구부인 Ministero dell'Istruzione, dell'Università e della Ricerca(MIUR)의 관리 하에 있다.